# Henry Carew

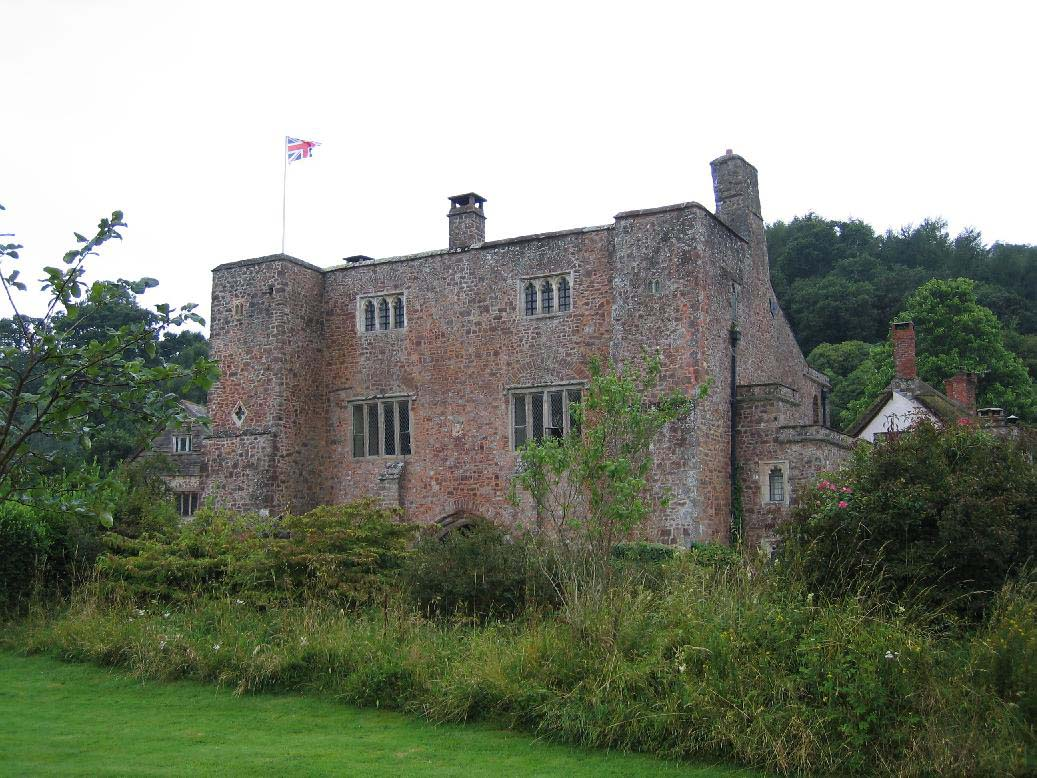
Das von Henry Carew wiederaufgebaute Torhaus von Bickleigh Castle

Sir Henry Carew († 1681) war ein englischer Adliger.
Henry Carew entstammte der Familie Carew von Bickleigh Castle, einer Familie der Gentry von Devon. Während des Englischen Bürgerkriegs stand er auf der Seite des Königs. 1644 beherbergte er Königin Henrietta Maria, als sie auf der Flucht zum Earl of Bedford nach Exeter war. 1646 wurde Bickleigh Castle von Parlamentstruppen unter Thomas Fairfax belagert und erobert. Anschließend wurden große Teile der Burg wegen der Unterstützung des Königs durch Carew zerstört. Der Wiederaufbau der Burg wurde verboten, so dass Carew stattdessen ein einfaches Wohnhaus errichten und nach dem Bürgerkrieg das Torhaus der Burg ausbauen ließ.
Um 1626 hatte Carew Dorothy Mohun, eine Tochter von Sir Reginald Mohun, 1. Baronet und dessen Frau Dorothy Chudleigh geheiratet. Mit ihr hatte er mehrere Töchter, darunter:
- Elizabeth Carew ⚭ Thomas Carew, 1. Baronet

Carew wurde zusammen mit seiner Frau in der St Mary's Church von Bickleigh beigesetzt, wo ihr prächtiges Grabdenkmal erhalten ist. Da er ohne männliche Nachkommen starb, wurde sein Besitz unter seinen Töchtern aufgeteilt. Bickleigh Castle fiel an seine Tochter Elizabeth, die ihren entfernten Cousin Thomas Carew von Haccombe geheiratet hatte.